# Wadas (Bener)
Wadas is een bestuurslaag in het regentschap Purworejo van de provincie Midden-Java, Indonesië. Wadas telt 1273 inwoners (volkstelling 2010).